# Glas- und Keramikschule
Die Glas- und Keramikschule (dänisch: Det Kongelige Danske Kunstakademi Skoler for Arkitektur, Design og Konservering (KADK), kurz: Glas og Keramikskolen) ist eine internationale kunsthandwerkliche Kunsthochschule in Nexø auf der dänischen Ostseeinsel Bornholm mit Lehr-Schwerpunkten in Glasmacherei und Töpferei.